# 艾伦·帕斯科
艾伦·帕斯科（英語：Alan Pascoe，1947年10月11日—），英国男子田径运动员。他曾代表英国参加1968年、1972年和1976年夏季奥林匹克运动会田径比赛，其中1972年奥运会获得一枚银牌。